# Trasvase San Juan-Valmayor
El Trasvase San Juan-Valmayor es una conducción de agua, gestionada por el Canal de Isabel II, empresa que suministra el agua a Madrid, que enlaza el embalse de San Juan, en el río Alberche, con el embalse de Valmayor, en el río Aulencia. Tiene una longitud de 32 km, un diámetro de 2,00 m y una capacidad de conducción de 6 m³/s. Su entrada en servicio tuvo lugar en el año 1993.

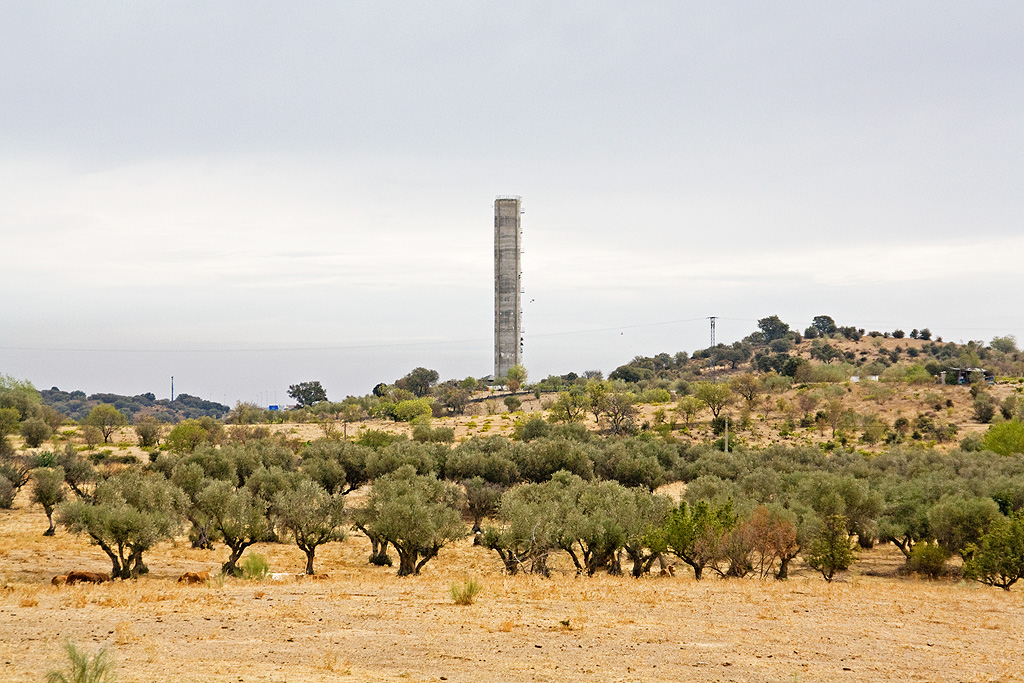
Chimenea de equilibrio en el transvase San Juan - Valmayor.

Esta conducción requiere elevaciones, dado que el lugar de captación, en el embalse de San Juan, río Alberche, se encuentra a una cota inferior a la del embalse de Valmayor. Cuenta con dos estaciones elevadoras: San Juan, con una altura de elevación de 190 m y una potencia instalada de 19.000 kW; y Colmenar del Arroyo II, con una altura de elevación de 130 m y una potencia instalada de 13 000 kW.

## Descripción detallada
Este conducción se inicia en una estación de bombeo, San Juan, ubicada aguas abajo del dique de este embalse, en el margen izquierdo del Embalse de Picadas, lo que puede originar confusión en cuanto a la procedencia del agua captada, que llega a ella por una tubería a  presión variable, según el nivel del Embalse de San Juan del que procede. El agua es bombeada por una tubería de impulsión que termina en una chimenea de equilibrio. Desde este punto continua por gravedad hasta el sur de Navas del Rey, donde se aproxima al Canal de Picadas, continuando su trazado junto a este. Llega a una nueva estación elevadora, Colmenar del Arroyo II, situada junto a la del otro canal, Colmenar de Arroyo I. De nuevo es impulsada a través de la correspondiente tubería de impulsión hasta su chimenea de equilibrio, situada junto a la del Canal de Picadas, a menos de 100 m al norte de esta y de un tamaño mayor que ella. Continúan circulando las dos conducciones paralelas hasta un punto situado al norte de la urbanización Valle del Sol, donde se separan. La conducción a Valmayor continua unos 3 km siguiendo la carretera M-510, que une Colmenar del Arroyo y Navalagamella, hasta pasar una nueva chimenea de equilibrio. Pasada esta, la conducción se separa hacia la izquierda de la carretera, atraviesa la carretera de Navalagamella a Fresnedillas de la Oliva, siguiendo un trazado hacia el Noreste. Atraviesa la carretera M-600, al norte de Valdemorillo finalizando en un cauce situado en la parte más al sur del embalse de Valmayor, junto a la urbanización El Paraíso.
Esta conducción durante un tiempo vino a ser una alternativa del Canal de Picadas, intensificando su uso en los periodos en que las reservas de agua en los embalses, desde los que se puede alimentar Madrid por gravedad, descienden, dado el importante consumo de energía eléctrica que requiere su utilización. Tiene la ventaja sobre el Canal de Picadas de que, al conducir el agua a un embalse, puede trabajar intermitentemente, en horas valle de facturación del suministro de energía eléctrica, cosa que no es posible en el de Picadas que envía sus aguas a una ETAP, Majadahonda, donde técnicamente es complicado adaptar el tratamiento a estas paradas, pues las instalaciones de tratamiento requieren tiempo para alcanzar el equilibrio de funcionamiento. Además ha presentado menos problemas en su explotación que el Canal de Picadas, donde las roturas, generalmente durante los arranques, se han producido en múltiples ocasiones.